# To była bardzo długa noc
To była bardzo długa noc – piąta płyta zespołu Big Day wydana w 1999 nakładem Agencji Artystycznej MTJ.

## Lista utworów
źródło:.
1. "Świt 1 (instrumental)" (muz. Wojciech Olkowski) – 1:42
2. "Jasnowidz" (muz. Marcin Ciurapiński, Wojciech Olkowski, sł. Marcin Ciurapiński) – 5:20
3. "Marzenie C-dur" (muz. Anna Zalewska-Ciurapińska, Wojciech Olkowski, sł. Marcin Ciurapiński) – 3:10
4. "28" (muz. i sł. Marcin Ciurapiński) – 3:34
5. "Cudowny sposób" (muz. Big Day, sł. Marcin Ciurapiński) – 4:14
6. "Kochankowie" (muz. Anna Zalewska-Ciurapińska, Marcin Ciurapiński, sł. Marcin Ciurapiński)  – 4:04
7. "Długa noc" (muz. Marcin Ciurapiński, Wojciech Olkowski, sł. Marcin Ciurapiński) – 3:26
8. "Też zobaczysz to" (muz. Anna Zalewska-Ciurapińska, Marcin Ciurapiński, sł. Marcin Ciurapiński) – 2:44
9. "Porcja cukru" (muz. Anna Zalewska-Ciurapińska, Marcin Ciurapiński, sł. Marcin Ciurapiński) – 3:51
10. "Może kiedyś" (muz. Anna Zalewska-Ciurapińska, Wojciech Olkowski, sł. Marcin Ciurapiński) – 4:11
11. "Zawołaj mnie" (muz. Marcin Ciurapiński, Wojciech Olkowski, sł. Marcin Ciurapiński) – 3:19
12. "Świt 2 (instrumental)" (muz. Wojciech Olkowski) – 1:25

## Twórcy
źródło:.
- Anna Zalewska-Ciurapińska – śpiew
- Marcin Ciurapiński – gitara akustyczna, gitara basowa, śpiew
- Damian Nowak – perkusja
- Wojciech Olkowski – gitary

## Dodatkowe informacje
- Nagrań dokonano w PRO STUDIO Radia Olsztyn w okresie maj - czerwiec 1999
- Realizacja nagrań i mix: Ryszard Szmit
- Produkcja muzyczna: Big Day i Ryszard Szmit
- Zdjęcia: Andrzej Mikiciak
- Opracowanie graficzne i skład: Jacek Wiśniewski
- Mastering: Jacek Guzowski, Stanisław Bokowy